# Николас Голицин
Николас Димитриј Константин Голицин (енгл. Nicholas Dimitri Constantine Galitzine; Лондон, 29. септембар 1994) британски је глумац и певач.

## Биографија
Његов отац, Џефри Голицин, бави се предузетништвом, а део је руске племићке динасије Голицин која је избегла у Енглеску након бољшевичког пуча и црвеног терора. Отац му је такође био градски финансијер. Мајка му је Гркиња по имену Лора Голицин (девојачко Папајани). Његова сестра Лекси Голицин је илустраторка и стилисткиња ентеријера. Образовао се у родној Енглеској.
У детињству је играо рагби и фудбал, а учествовао је и на окружним такмичењима у атлетици.

## Филмографија

### Филм
| Година | Српски назив                   | Изворни назив | Улога            | Напомене |
| ------ | ------------------------------ | ------------- | ---------------- | -------- |
| 2014.  |                                |               | Том              |          |
| 2016.  |                                |               | Џони Блеквел     |          |
| 2016.  |                                | Конор Мастерс |                  |          |
| 2017.  |                                |               | Соренсен Карлајл |          |
| 2019.  | Подели                         |               | А. Џ.            |          |
| 2020.  | Вештина: Наставак              |               | Тими             |          |
| 2021.  | Пепељуга                       |               | принц Роберт     |          |
| 2022.  | Пурпурна срца                  |               | Лук Мороу        |          |
| 2023.  |                                |               | Џеф              |          |
| 2023.  | Црвено, бело и краљевски плаво |               | принц Хенри      |          |

### Телевизија
| Година | Српски назив | Изворни назив | Улога        | Напомене                             |
| ------ | ------------ | ------------- | ------------ | ------------------------------------ |
| 2015.  |              |               | Анџело       | епизода: „Легенда о Теренсу Грејвсу” |
| 2017.  |              |               | Марк Флеминг | ТВ филм                              |
| 2019.  |              |               | Елиот Лефевр | главна улога; 10 епизода             |